# نینو دی آنجلو
نینو دی آنجلو (به انگلیسی: Nino de Angelo) (زاده ۱۸ دسامبر ۱۹۶۳) خواننده آلمانی است.
او نماینده آلمان در مسابقه آواز یوروویژن ۱۹۸۹ بود.